# Ахметвалиев, Линар Минигаянович
 Ахметвалиев Линар Минигаянович  (род. 5 августа 1959) — актёр Национального молодёжного театра Республики Башкортостан имени Мустая Карима. Народный артист Республики Башкортостан.

## Биография
Ахметвалиев Линар Минигаянович родился 5 августа 1959 года в г. Стерлитамаке.
В 1985 году окончил Уфимский государственный институт искусств (курс Л. В. Валеева).
С 1989 года работает в Национальном молодёжном театре РБ имени Мустая Карима.
Пробовал работать режиссёром, поставив в 1989 году спектакль «Кто украл трамвай?» П. Высоцкого и О. Колчинской в ТЮЗе г. Уфы.

## Роли в спектаклях
Лауренсьо («Дурочка» Лопе де Веги; дебют, 1994), Пердикан («Любовью не шутят» А. де Мюссе), Канцлер («Петрушка и Витязь» О. Проклова), Диодор («Божий дар») , Н. Воронова: Первый министр («Голый король» Е. Л. Шварца), Илья («Ночевала тучка золотая» по одноимённой повести А. И. Приставкина), Повар («Мамаша Кураж и её дети» Б. Брехта), Тригорин («Чайка» А. П. Чехова), Пугачёв («Салауат» — «Салават» по трагедии «Салауат. Өн аралаш ете төш» М. Карима), Антонио («Чума на оба ваши дома» Г. И. Горина).

## Роли в телесериалах
- 2008 — Серебро (Путь на Мангазею) — Алтын-Арык
- 2016 — Улицы разбитых фонарей-15  — Курманкул

## Награды и звания
- Заслуженный артист Республики Башкортостан (2001)
- Народный артист Республики Башкортостан (2009)
- Лауреат Всероссийского Фестиваля театральных капустников «Весёлая коза» (1994; Нижний Новгород)